# Bridewell Palace

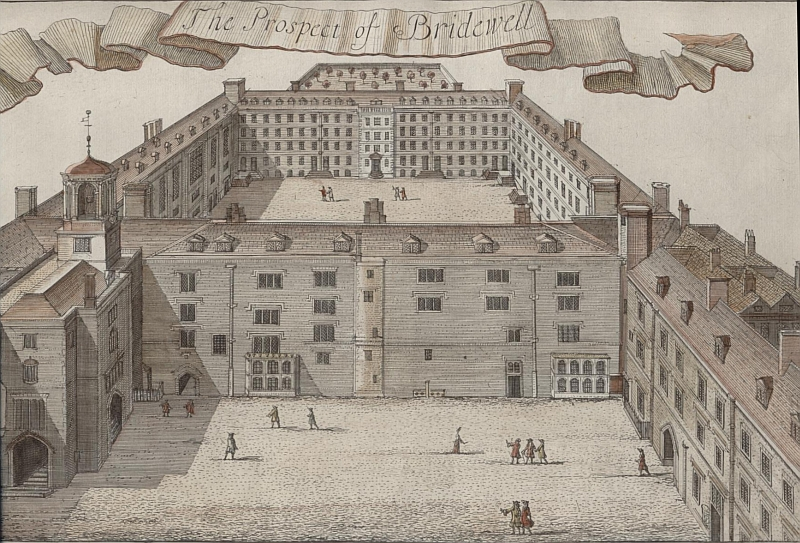
"The Prospect of Bridewell" from John Strype's An Accurate Edition of Stow's "A Survey of London" (1720)

Bridewell Palace var en byggnad i London, som uppfördes av kung Henrik VIII i början av hans regeringstid. Det låg vid stranden av  Fleet River i City of London mellan Fleet Street och River Thames i ett område som idag kallas Bridewell Place. 

## Historik
Bridewell Palace bestod av en tegelbyggnad i flera våningar runt två innergårdar. Det fick sitt namn eftersom det byggdes strax vid St Bride's Church. Palatset användes som en av Henrik VIII:s favoritbostäder under början av hans regeringstid, och det var hovets fasta bas mellan 1515 och 1523. Därefter överläts det på Thomas Wolsey, och efter dennes fall hyrdes det ut till den franska ambassadören. 
År 1553 överläts det av Edvard VI till stadens myndigheter, som inrättade ett sjukhus, ett barnhem med skola och ett fängelse för kvinnor i byggnaden. Inrättningen administrerades av samma styrelse som skötte Bethlem Royal Hospital. 
Bridewell Royal Hospital School, som var inhyst i en annan del av byggnaden, var kvar till 1867. Byggnaden revs stegvis under 1860- och 70-talen och var helt borta när De Keyser's Royal Hotel uppfördes på dess plats 1874. 
Bridewell Prison fungerade mellan 1556 och 1855 och blev Londons kanske mest berömda fängelse för kvinnor. Bland dess mest kända fångar nämns Elizabeth Cresswell, som avled där på 1680-talet. 
Bridewell Prison blev berömt och namnet Bridewell blev så associerat med fängelser att det användes för andra fängelser, särskilt kvinnofängelser, i den brittiska världen. Exempel på fängelser som fått sitt namn efter denna var Clerkenwell Bridewell i London, och fängelser i Nottingham, Leeds, Gloucester, Bristol, Dublin, Cork och Edinburgh.